# 第一高等学校 (旧制)

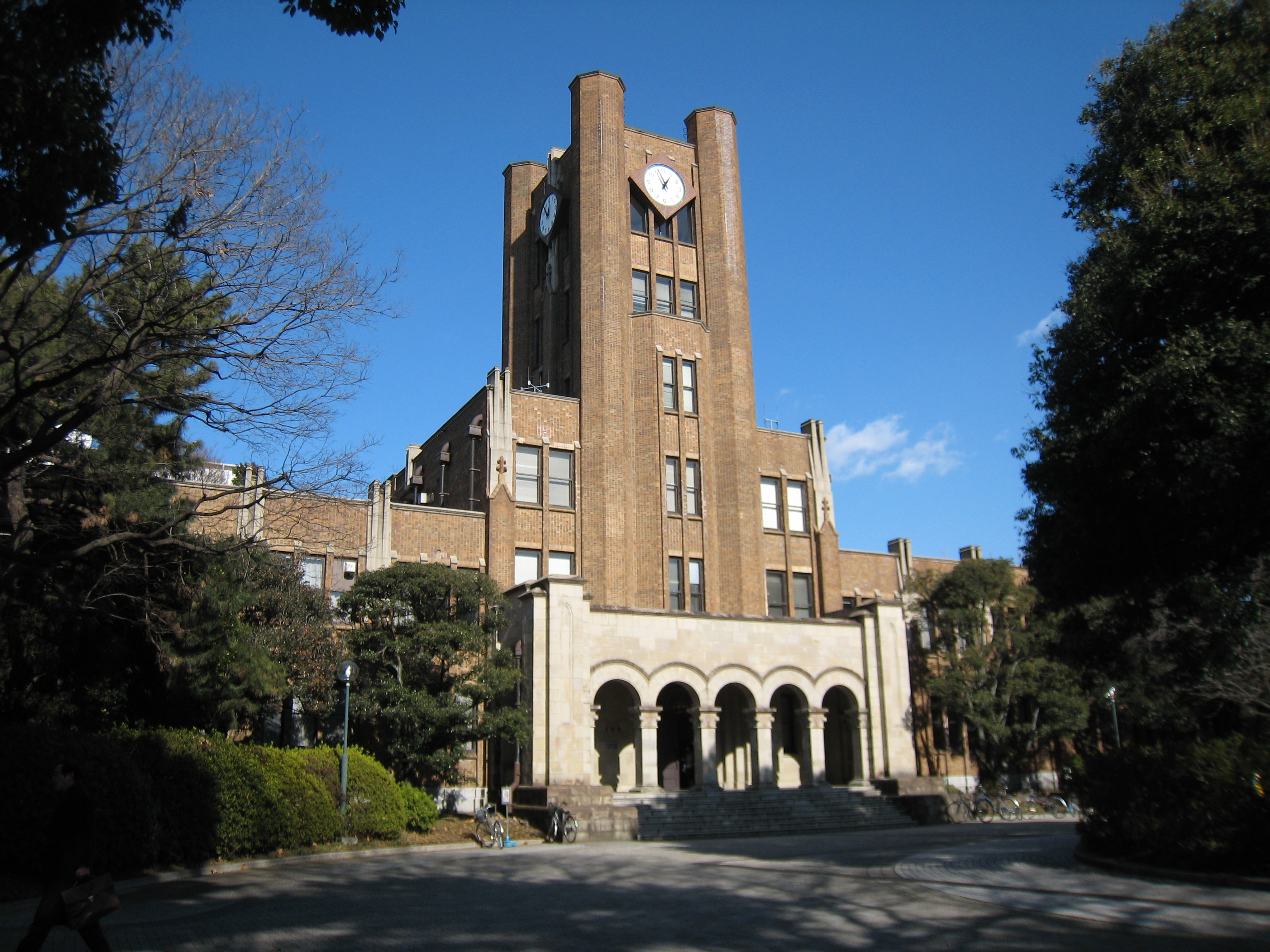
旧一高本館（1935年建築）。現：東大駒場Iキャンパス1号館

第一高等学校（だいいちこうとうがっこう、英語: First Higher School）は、現在の東京大学教養学部および、千葉大学医学部、同薬学部の前身となった旧制高等学校である。「旧制一高」とも呼ばれる。

## 概要
旧制一高は、旧制高等学校の中でも早い時期に創設されたナンバースクールの先駆けであり、1886年（明治19年）に、日本の近代国家建設のため必要な人材の育成を目的として第一高等中学校として創設された。
校名が第一高等学校に改称された1894年（明治27年）以降、一高の修学期間は3年となり、帝国大学の予科と位置付けられた。一部は法学・政治学・文学、二部は工学・理学・農学・薬学、三部は医学であった。また、1921年以降は、文科甲/乙/丙類、理科甲/乙類という分類となる。
一高の卒業生の多くは東京帝国大学へ進学し、戦後、GHQの指導による学制改革に伴って1950年に廃止されるまで、全国から集まった優秀な学生と一流の教授陣により、一高は総計18,633人の卒業生を世に送り出し、政界、官界、財界、学界などあらゆる分野でエリートとして活躍している。
一高の特色としては、1890年代から始まった、学生による自治制度と、皆寄宿制度（全寮制）が挙げられる。
一高では生徒訓育を目的に、倫理講堂正面に文人の代表として菅原道真の、武人の代表として坂上田村麻呂の肖像画が掲げられていた。
一高の廃止後、その校舎や組織は、新制東京大学教養学部前期課程（2年間）に組み込まれた。このため、東京大学駒場キャンパスにおいては、現在でも旧制一高時代の校舎や「一高」と刻まれたマンホールの蓋を見ることができるほか、駒場キャンパスの正門には、ローマ神話の女神ミネルヴァの「文」を意味するオリーブと、軍神マルスの「武」を表す三つ柏を象った、文武両道を表した一高の校章がはめられている。

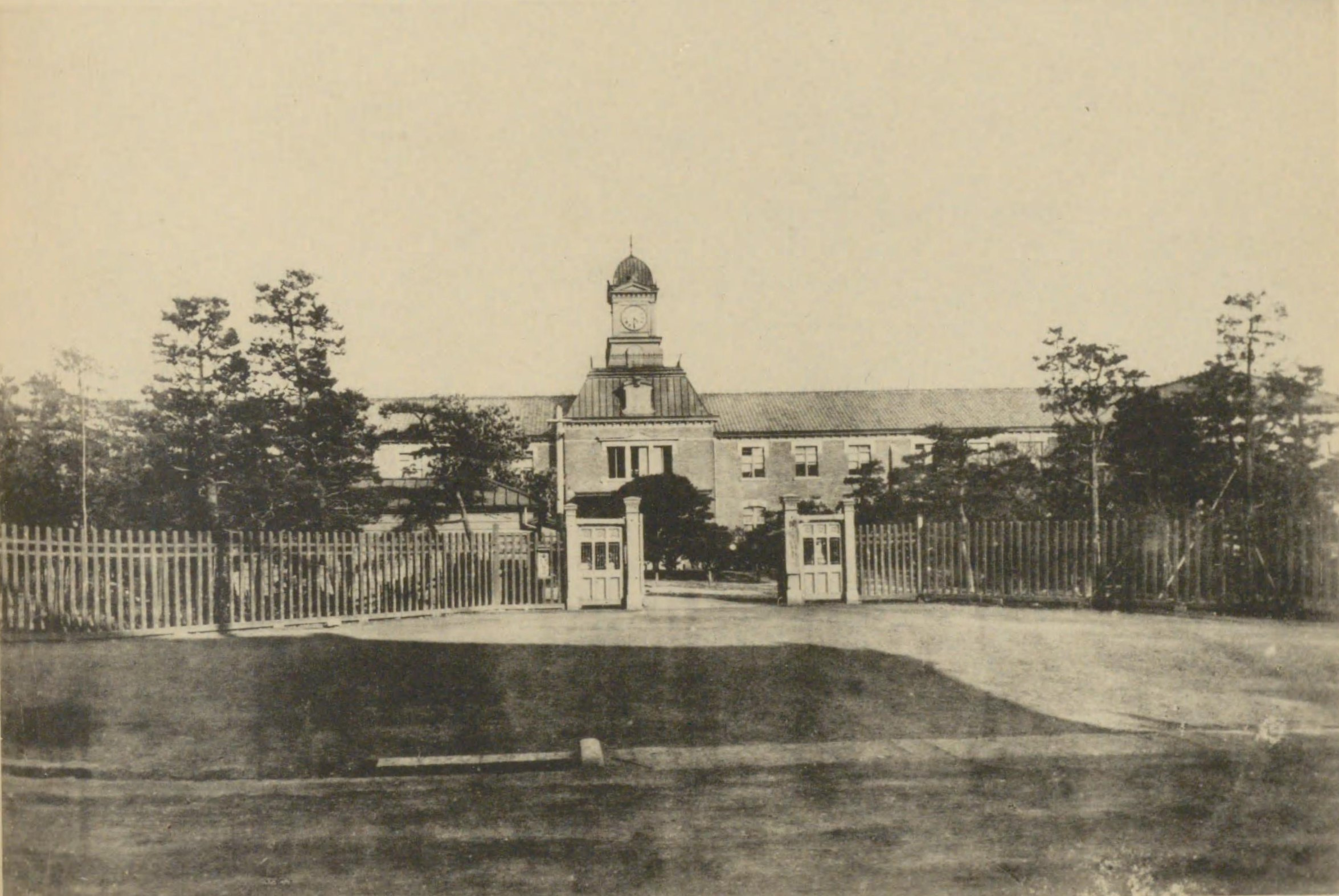
旧制第一高等学校本館（1902年）
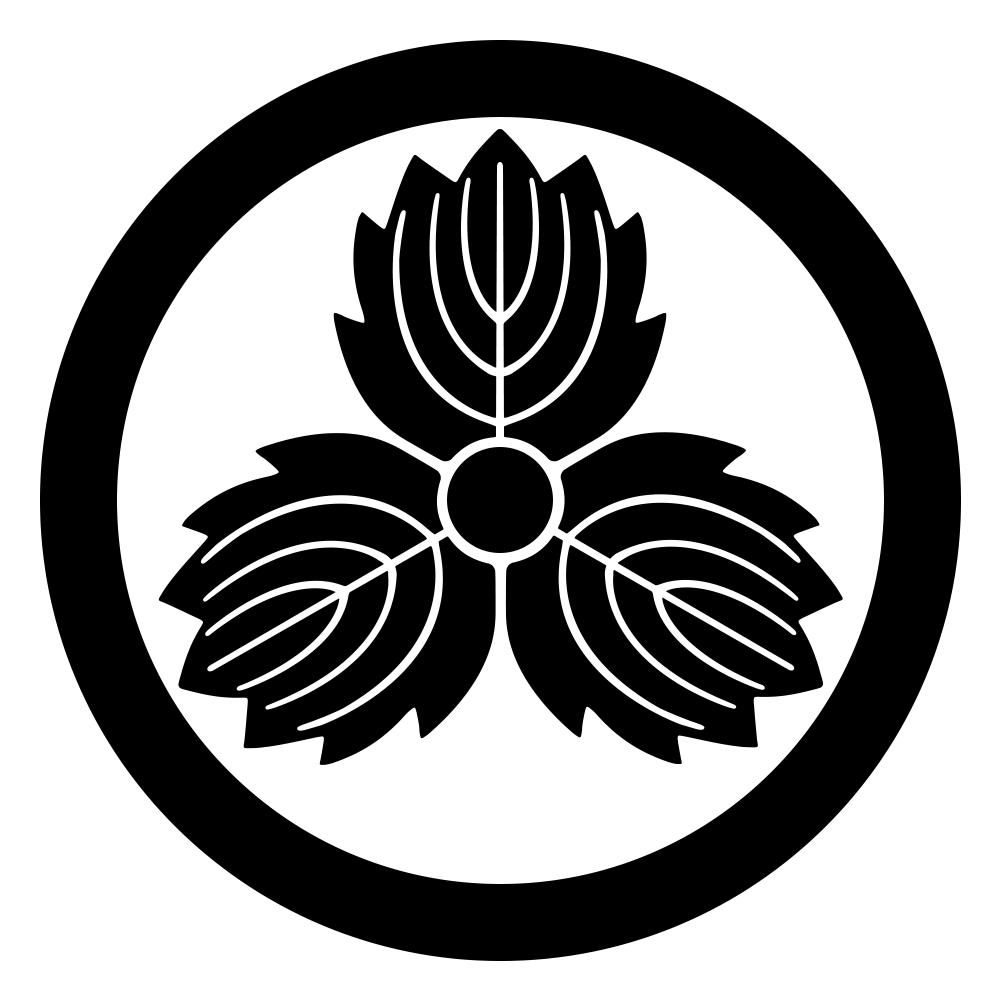
一高柏葉章（鬼三つ柏がモチーフ）

## 一高生の出身校
小学校
明治期・大正期、現在までに百年来の歴史を持つ文京区の誠之小、千代田区の番町小、麹町小の各小学校には、都下の有力者の子弟が学区を超えて集まり、その多くが「一高 - 帝大」コースを歩んだ。これは当時、西片（現在の文京区）や番町・麹町（同千代田区）等に居を構えることが「エスタブリッシュメント」の代名詞であったことから、選抜試験を施さない公立小学校でありながら、これら三つの小学校は「御三家」と呼ばれた。帝大教授の子弟、貴族院議員や子爵の末裔まで、およそ日本の上流階級が好んで集ったがためである。
中等学校
下の表は、1907年（明治40年）に旧制第一高等学校に入学した学生の出身中学校（旧制）別ランキングを一高への入学者数が多い順に上位12校まで示したもの、および1934年 - 1942年（昭和9年 - 昭和17年）の間に同高に入学した学生の出身中学校別ランキングを、同様に多い順に上位12校まで示したものである。
エリートの代名詞として「一中 - 一高 - 帝大」などと喧伝された官公立の東京府立第一中学校（現・都立日比谷高校）や東京府立第四中学校（現・都立戸山高校）、官立では東京高等師範学校附属中学校（現・筑波大附属中・高）、私立では、明治期までは独語試験の一高三部（医科）に多数の合格者を送り出していた獨逸学協会中学校（現・獨協中・高）が一中などと合格者数首位争いを演じ、早稲田中学校（現・早稲田中・高）や開成中学校（現・開成中・高）などが、多くの生徒を一高に送り込んでいたことが分かる。下表には挙がっていないが、日本中学校（現・日本学園中・高）、大成中学校（現・大成高）、順天求合社中学校（現・順天中・高）なども知られていた。
また、1886年（明治19年）の中学校令制定により、全国の官公立尋常中学校と全国の官立高等中学校等との履修課程の格差を埋め合わせ、明治半ばの一時期において10年間程度の短期間ではあるが、一部の官公立（後に一部の私立も含める）尋常中学校の成績優秀な生徒に対して、無試験（のち一部科目免除の試験に改定）で一高をはじめとする全国5校しかなかったナンバースクールへ入学できる特権的な推薦枠（連絡）が用意されていた。

| 順位 | 出身旧制中学校名 カッコ内は現在校名     | 一高入学者数 |
| ---- | --------------------------------------- | ------------ |
| 1    | 府立一中 （都立日比谷高）               | 35           |
| 2    | 府立四中 （都立戸山高）                 | 33           |
| 2    | 東京高等師範附属中 （筑波大附属中・高） | 33           |
| 4    | 早稲田中                                | 31           |
| 5    | 京北中                                  | 29           |
| 6    | 獨逸学協会 （獨協中・高）               | 28           |
| 7    | 京華中                                  | 27           |
| 8    | 開成中                                  | 26           |
| 9    | 錦城中                                  | 20           |
| 9    | 郁文館中                                | 20           |
| 11   | 府立三中 （都立両国高・中）             | 19           |
| 12   | 東京中                                  | 16           |
| 12   | 麻布中                                  | 16           |

| 順位 | 出身旧制中学校名 カッコ内は現在校名 | 一高入学者数 |
| ---- | ----------------------------------- | ------------ |
| 1    | 府立一中                            | 430          |
| 2    | 府立四中                            | 234          |
| 3    | 府立五中 （都立小石川中等）         | 207          |
| 4    | 第一神戸中 （神戸高）               | 130          |
| 5    | 府立三中                            | 120          |
| 6    | 東京高等師範附属中                  | 115          |
| 7    | 府立六中 （都立新宿高）             | 87           |
| 8    | 府立八中 （都立小山台高）           | 70           |
| 9    | 湘南中 （湘南高）                   | 61           |
| 10   | 麻布中                              | 56           |
| 11   | 横浜一中 （希望ヶ丘高）             | 54           |
| 12   | 第一東京市立中 （区立九段中等）     | 50           |

## 沿革

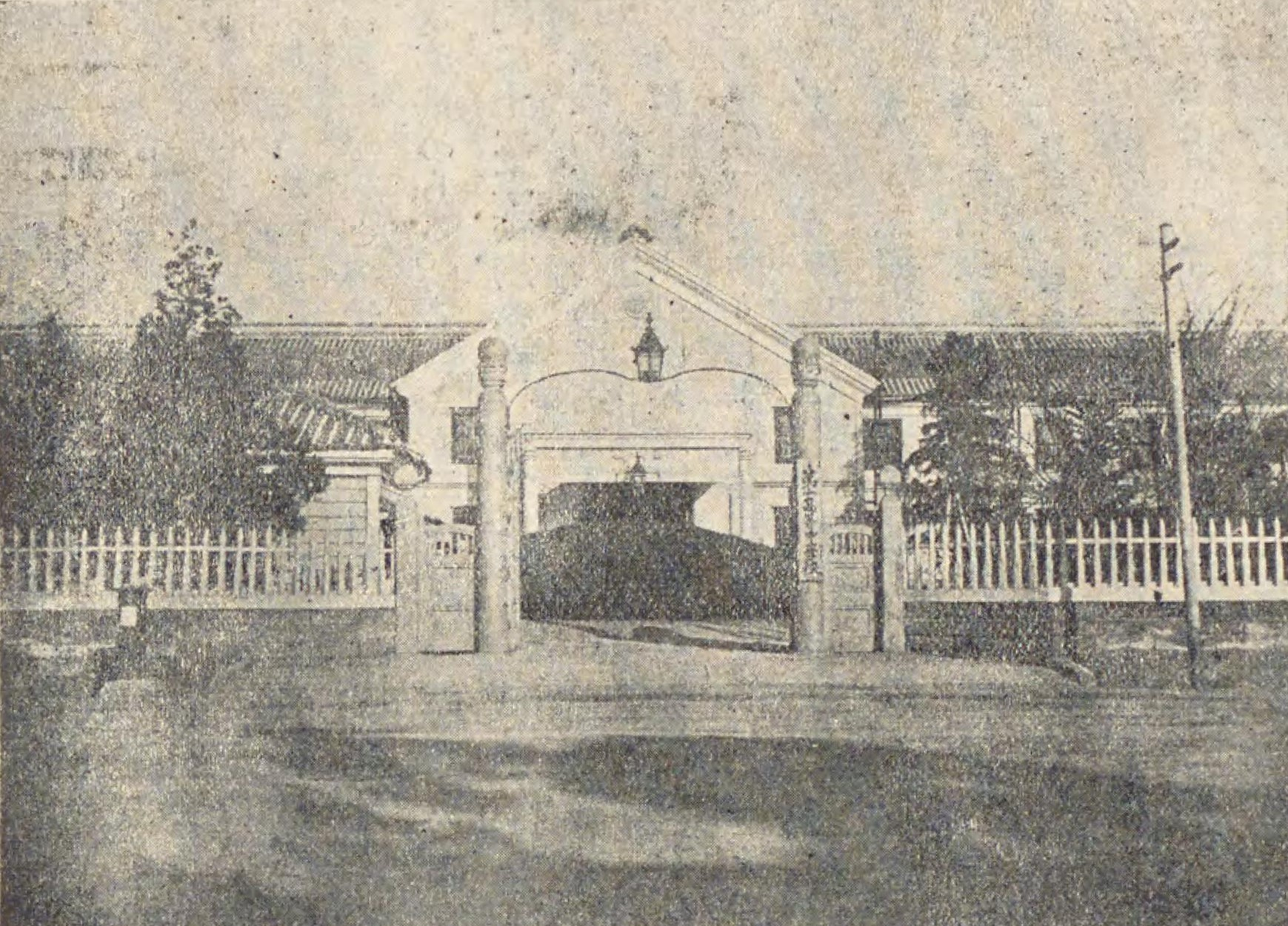
一ツ橋時代の第一高等中学校

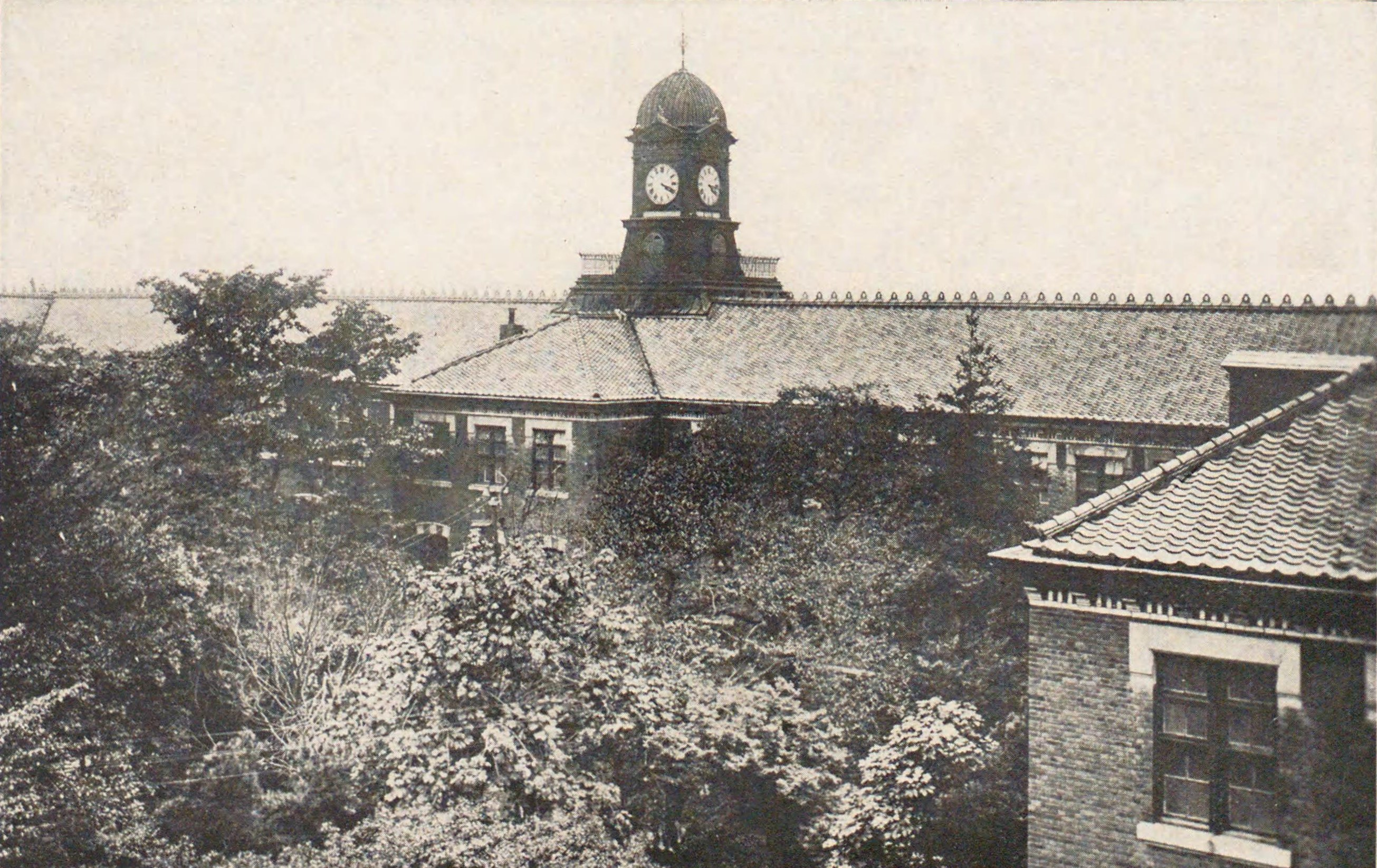
向ヶ丘時代の本館時計台

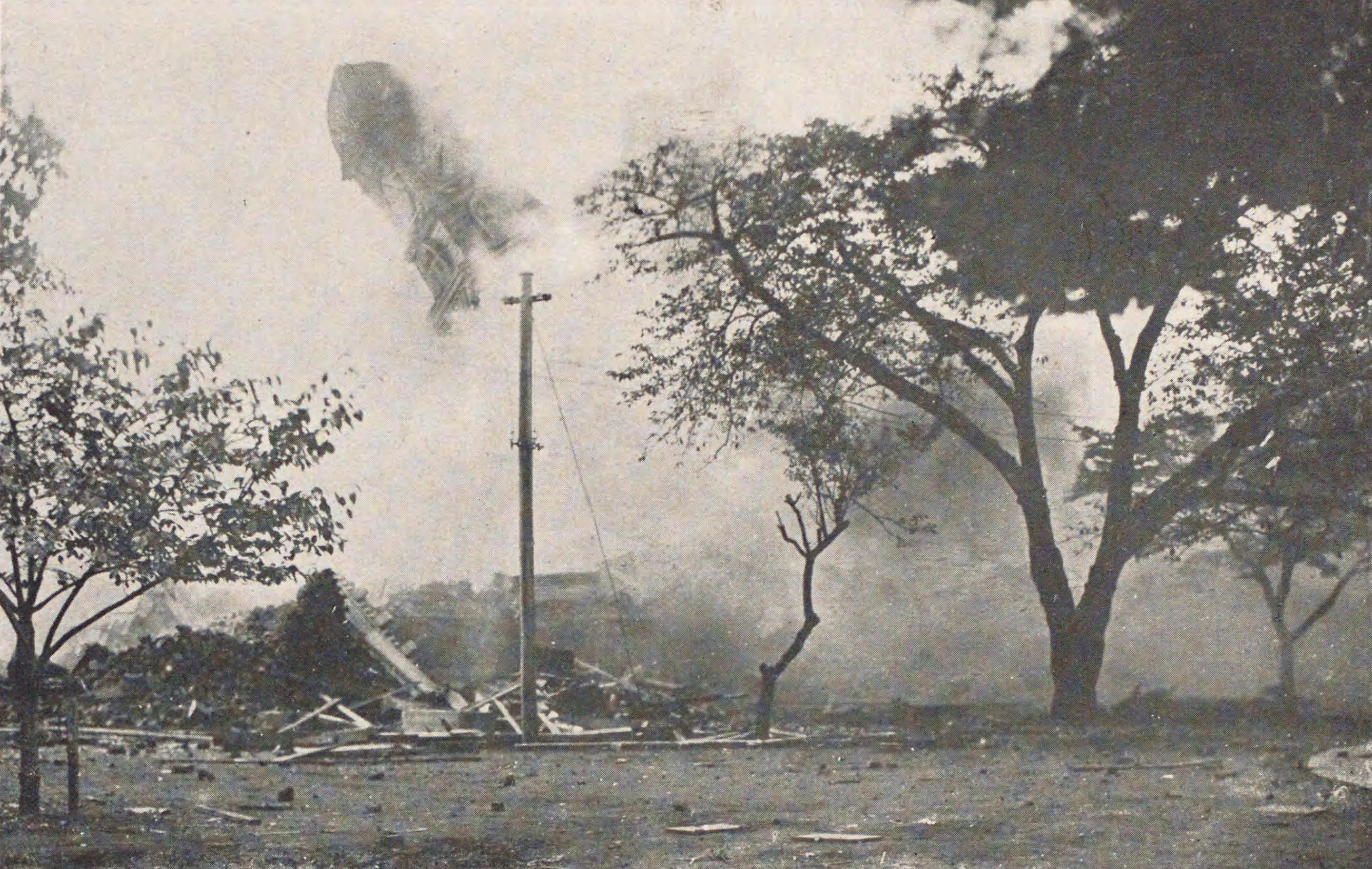
関東大震災で被災後、爆破解体される本館時計台（1923年10月14日）

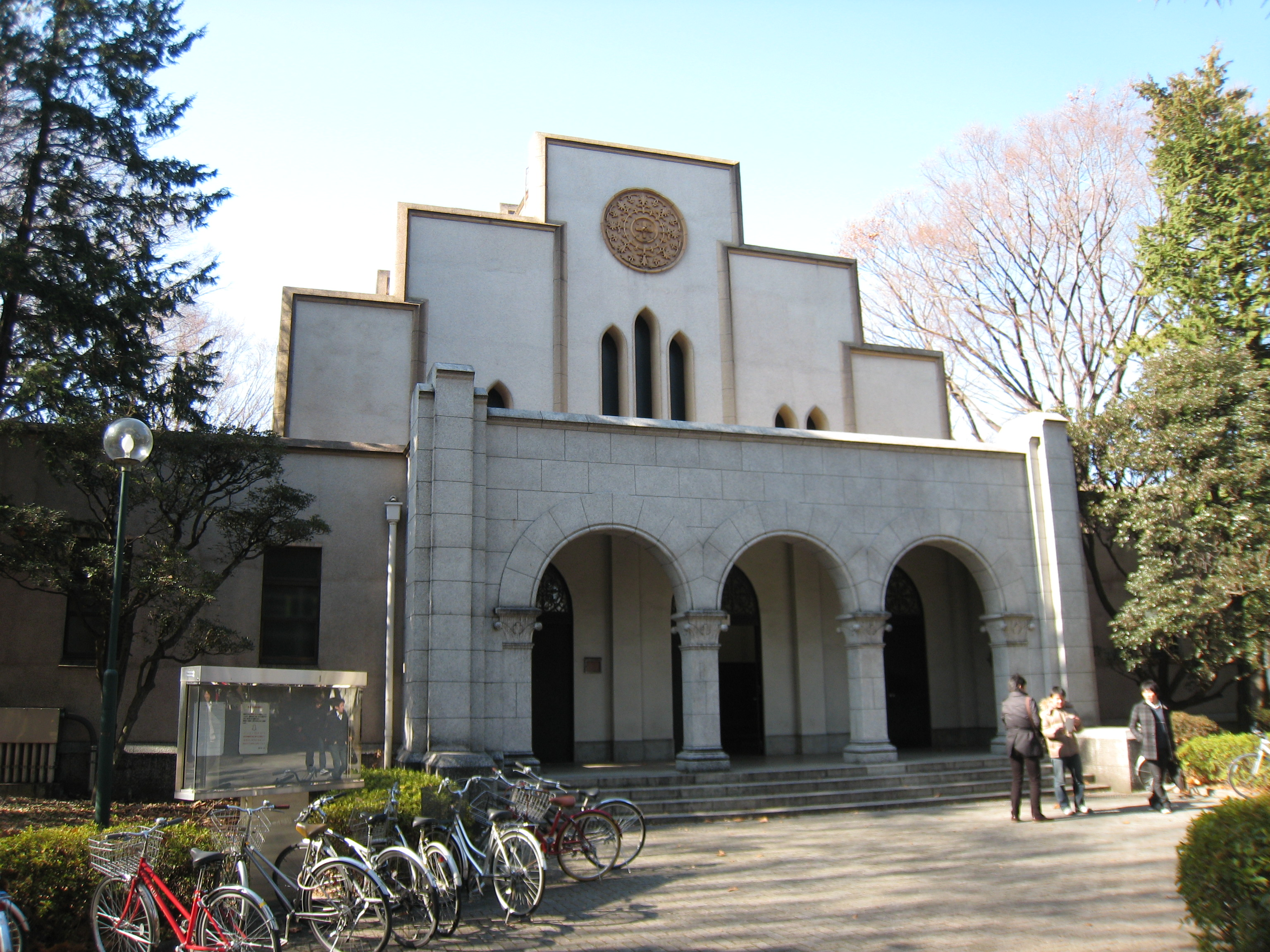
900番教室

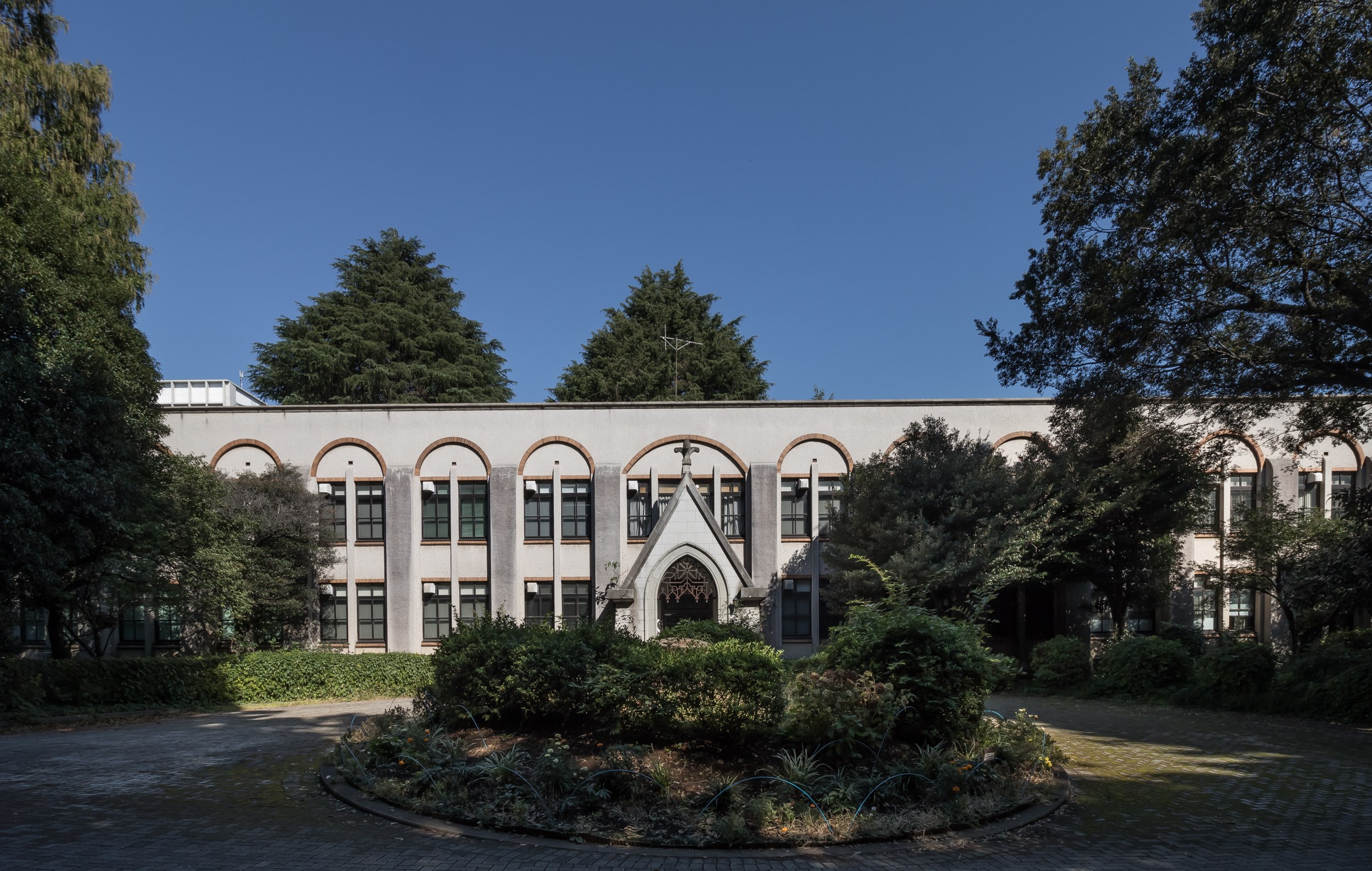
特設高等科（101号館）

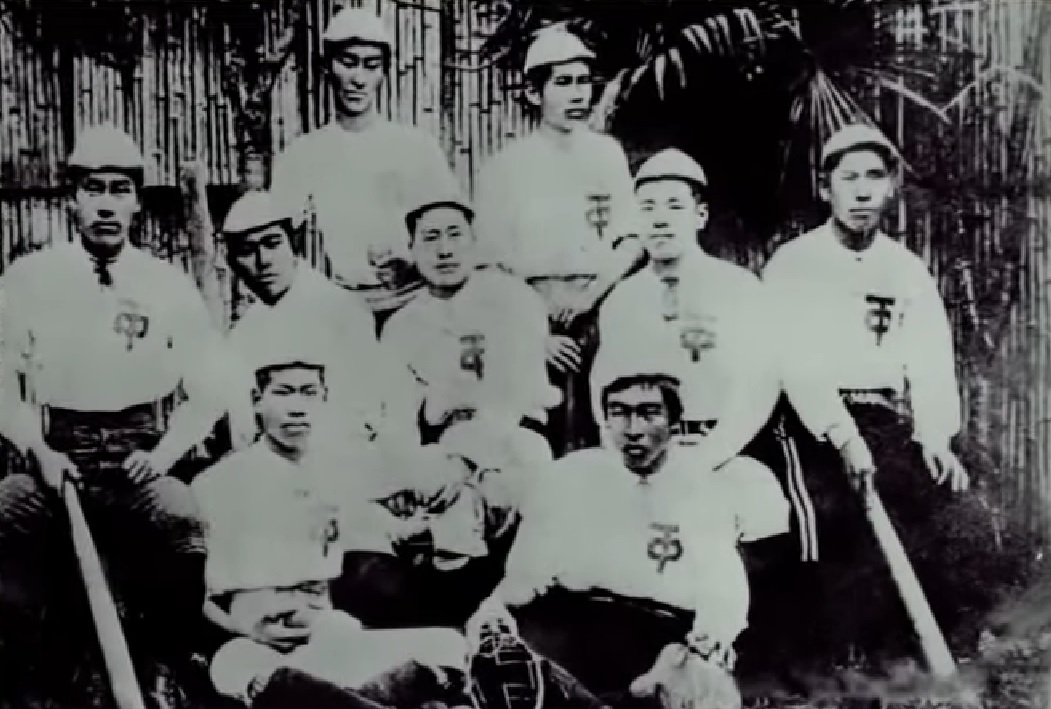
第一高等中学校野球部（1890年）

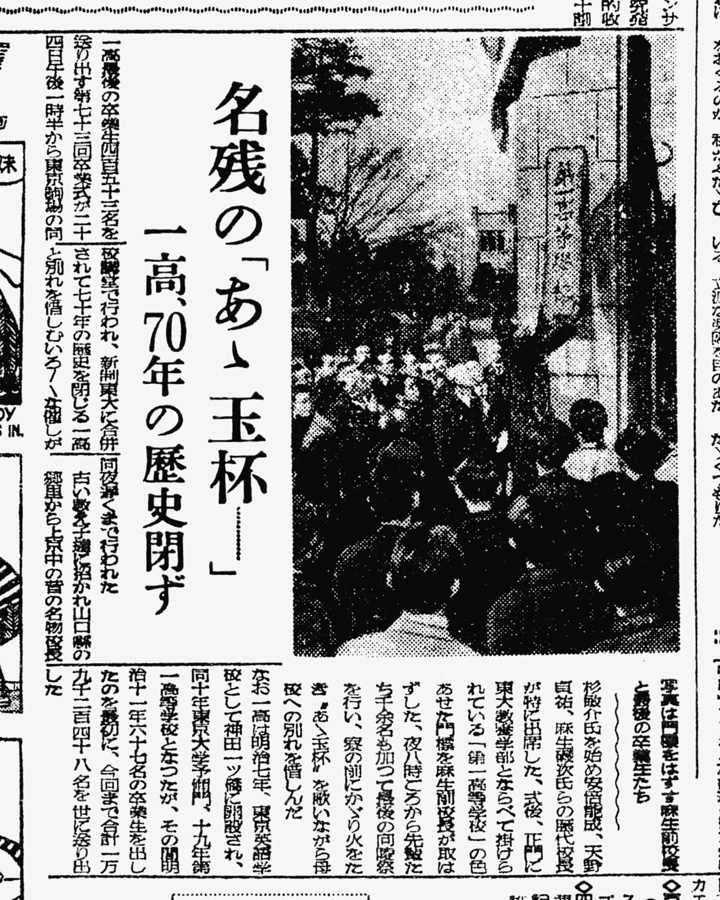
名残の「あゝ玉杯─」 一高、70年の歴史閉ず（『朝日新聞』 1950年3月25日付2面）

- 1874年（明治07年） - 官立東京外国語学校英語科が官立東京英語学校として独立。
- 1877年（明治10年） - 東京英語学校と官立東京開成学校予科（普通科）が合併し、東京大学予備門設立。
  - その後、以下の科を併合。東大医学部予科（1882年）、東京法学校予科と東京外国語学校仏学科・独学科（1885年）。
- 1886年（明治19年） - 帝国大学令・中学校令に伴う改正で、工科大学予科を併合。
  - 第一高等中学校となる。また予科三年をおく（本科は二年）。
- 1887年（明治20年） - 医学部を千葉に設立（県立千葉医学校より変革）。
  - その後分離し、千葉医学専門学校、千葉医大を経て現在の千葉大医学部に。
- 1889年（明治22年） - 一ツ橋から本郷弥生町（本郷向ヶ岡）に移転（現在の東大農学部のある区域）。
- 1890年（明治23年） - 木下廣次校長が学生自治を認める（自治寮開設）。
- 1891年（明治24年） - 第1回紀念祭を開催。
- 1894年（明治27年） - 予科を廃止、本科三年とする。
  - 同年9月11日、高等学校令により第一高等学校に改称。
- 1897年（明治30年） - 学区制廃止、全国から受験可能となる。
- 1899年（明治32年） - 清国留学生8名が聴講生として初めて入学。
- 1902年（明治35年） - 寮歌「嗚呼玉杯に花うけて」を発表。
- 1908年（明治41年） - 清国政府留学生受入のための特設予科設置。
- 1923年（大正12年） - 関東大震災により本館時計台破損、爆破。
- 1924年（大正13年） - 第１回全国高等専門学校野球大会で優勝。
- 1932年（昭和07年） - 特設予科廃止、特設高等科設置、文理各30名。
- 1935年（昭和10年） - 東京帝大農学部と用地を交換し、駒場に移転。
- 1945年（昭和20年） - 東京への空襲により施設の一部焼失・損壊。
- 1949年（昭和24年） - 5月31日新制東大（1947年、東京帝国大学から東京大学に）の教養学部設置。6月30日東京大学第一高等学校になる。翌日新制東大、入学式。以後1950年3月の間、一高と東大教養学部が並存。
- 1950年（昭和25年） - 3月24日をもって一高終焉。

## 寮歌
- 『全寮寮歌（闇の中なる）』 - 1901年（明治34年）、作詞：大島正徳、作曲：島崎赤太郎
- 『春爛漫の花の色』 - 1901年（明治34年）、第11回紀念祭西寮寮歌。作詞：矢野勘治、作曲：豊原雄太郎
- 『アムール川の流血や』 - 1901年（明治34年）、第11回紀念祭東寮寮歌。作詞：塩田環、作曲：栗林宇一または永井建子
- 『嗚呼玉杯に花うけて』 - 1902年（明治35年）、第12回紀念祭東寮寮歌。作詞：矢野勘治、作曲：楠正一
- 『新墾の此の丘の上』 - 1937年（昭和12年）、第47回紀念祭寮歌。学校を本郷から駒場へ移転した心持が歌われている。
- 『デカンショ節』 - 元は兵庫県篠山の民謡。厳密には寮歌ではないが、ストームと呼ばれる行為の際に歌われた。

## 主な部活動
- 文芸部 - 芥川龍之介、久米正雄、川端康成、堀辰雄など文壇を担う人物を多数輩出。
- 弁論部 - 多くの政治家や官吏を輩出した。また徳富蘆花を招いたことがきっかけとなり物議をかもした。なお、現在の東大弁論部に引き継がれ “第一高等学校・東京大学弁論部” と称している。
- 撃剣部 - 山里忠徳を師として剣道、長刀のほか宝蔵院流高田派槍術を生徒らに伝授し、同術を失伝から守った。
- 野球部 - 1872年（明治5年）、大学予備門設立以前の第一大学区第一番中学時代に米人教師ホーレス・ウィルソンから生徒に伝来し創部された。翌1873年（明治6年）、開成学校に改組されるとともに運動場が設けられた[4]。1890年（明治23年）、明治学院との試合でインブリー事件が発生。1896年（明治29年）、青井鉞男投手らを擁して、日本初の国際試合とされる[5] 横浜外人クラブを29-4、32-9で破るなどこの時期国内最強を誇った。彼らが行った猛練習・ミート重視の単打戦法など "武士道野球"[6]は、今なお野球界に強い影響を与えている。同様にこの頃1880年代以降にかけて、駒場農学校 [注 2]や工部大学校、高商、青山学院、明治学院、立教学院、慶應義塾、学習院等が部活動を始動した。1896年の横浜外人クラブとの試合に触発された横浜商業（Y校）は青井鉞男をコーチに同96年に野球部を創部した。1900年代に入る頃になると、早大野球部始動の礎となった面々が揃う橋戸信の青山学院、大橋武太郎捕手と押川清投手の郁文館中学等に敗れた。1904年（明治37年）、早慶両校に敗れ両校等に覇権が移った契機とされる。この間、1890年前後以降から中馬庚二塁手・青井鉞男投手・福島金馬投手・井上匡四郎三塁手らが、1901年前後以降からは守山恒太郎投手、潮恵之輔、中野武二二塁手らが活躍した。1915年前後には城戸四郎らの名が見える。1918年、内村祐之投手の活躍で第三高等学校（京都）、早慶、学習院をすべて倒し15年ぶりに事実上の日本一となった[6]。1924年（大正13年）、第1回全国高等専門学校野球大会で優勝し、1936年（昭和11年）にもその後進大会（全国高等学校野球大会）で優勝。また、長く第三高等学校（三高）と対抗定期戦を行った。なお「東大野球部」も参照。
- サッカー部 - 広島一中出身の野津謙が創部。野津は後に進学した東京帝国大学でもア式蹴球部を創部した。
- 水泳部 - 部員であった塩谷温達により兵庫県の民謡であったデカンショ節が伝播され、一高生を通じて民間に普及した。また、紀念祭で踊られた“河童踊り”が現在の東大水泳部によって駒場祭にて踊られている。

## 事件・出来事
インブリー事件
1890年5月17日、明治学院との野球試合開催中に明治学院の応援に来るのに一高の垣根を乗り越えた神学教師ウィリアム・インブリーに投石、負傷させた事件。
内村鑑三不敬事件
1891年1月9日、教育勅語拝戴式で講師（寮の舎監で校長・教頭に次ぐNo.3）の内村鑑三が、教育勅語に記された御親筆の御名に敬礼しなかったため辞任に追い込まれた。
寮歌
1902年3月1日、第12回紀念祭にて寮歌「嗚呼玉杯」が初めて発表された。
藤村操の自殺
1903年5月22日、在学生の藤村操が「巌頭の感」の一文を遺し華厳滝で投身自殺した。哲学的煩悶のための自殺として世間に衝撃を与えた（夏目漱石を参照）。
謀反論講演
大逆事件の翌年（1911年2月1日）、弁論部大会で作家の徳冨蘆花が『謀反論』の講演を行い、学生の感動を呼んだ（文部省内では物議をかもす）。
マント事件
1913年4月、在学していた菊池寛が、友人であった佐野文夫が他の学生から無断借用した制服のマントを（佐野の依頼で）質入れしたことをきっかけに窃盗の嫌疑をかけられ、無実の罪をかぶって退学した事件。菊池は後年、この経緯をモデルにした小説『青木の出京』を執筆した。
日本共産党スパイ査問事件
1934年、日本共産党スパイ査問事件が表面化。党員やシンパが摘発される中で、イギリス人の英語講師ウィリアム・マックスウェル・ビカートンが活動資金を提供していた疑いで検挙された。

## 学生生活
- 籠城主義

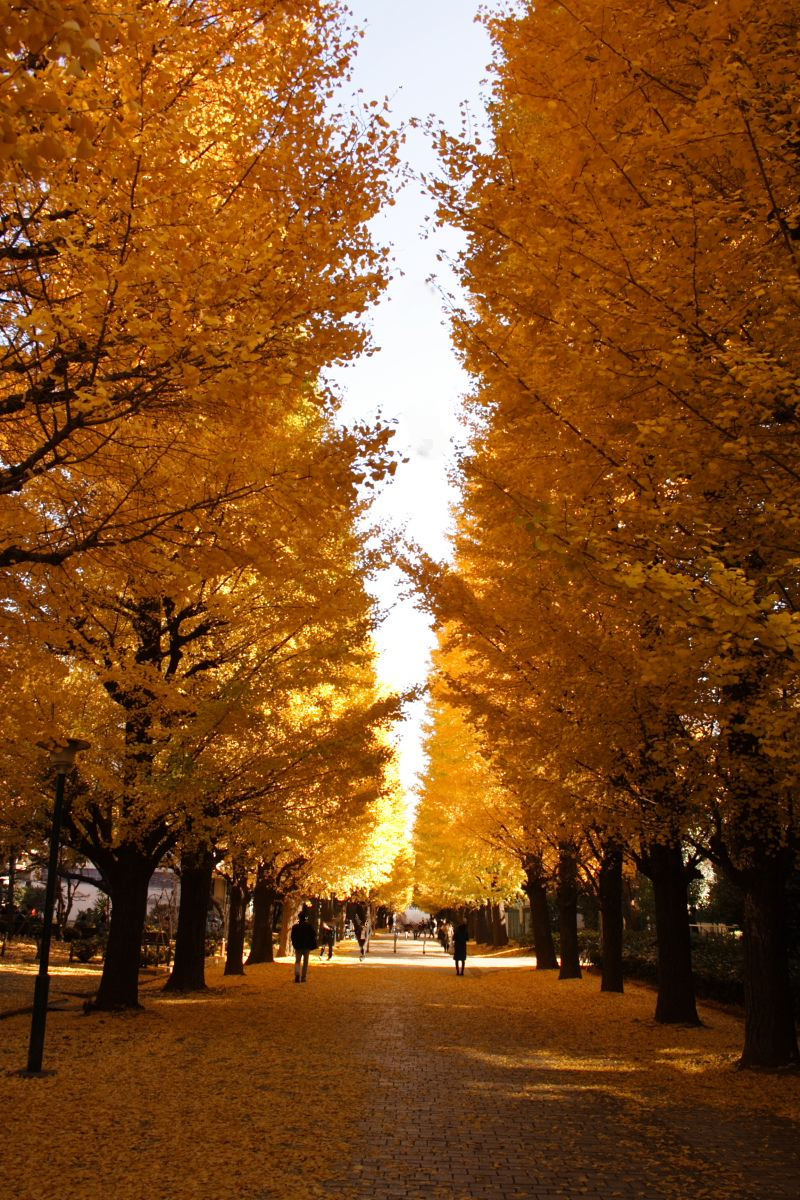
後身校である東大駒場Iキャンパスの銀杏並木

  - 1890年に自治寮ができ、1901年以降全寮制が確立した。全国のエリート男子が集まり青春を過ごす自治寮を中心に独自の校風が生まれた。俗世間から隔絶した校風を誇る言葉が籠城主義である。校長・新渡戸稲造は籠城主義は排他的になり、高慢になりがちであるなどと戒めている。
  - 寮のストーム
    - バンカラも参照。

  - デカンショ節
  - 寮の紀念祭
    - 寮の各部屋を思い思いの趣向で飾った。学生、招待客ともに楽しみにしていた行事である

  - 鉄拳制裁

## 一高に関連した作品
- 尾崎紅葉『金色夜叉』（1897年-1902年）
- 谷崎潤一郎『羹』（1912年）
- 久米正雄『学生時代』（1918年）
- 川端康成『伊豆の踊子』（1926年）
- 谷崎潤一郎『私』（1930年）
- 木々高太郎『笛吹 (小説)』（1939年）…主人公が第一高等学校に入学後、入寮しないことを理由に退校するまでの経緯が描かれている。
- 三島由紀夫『青の時代』（1950年）[注 3]
- 高木彬光『わが一高時代の犯罪』（1951年） - 駒場に移ってからの一高が舞台。
- 幹本ヤエ『十十虫は夢を見る』（2010年～） - 昭和初期を舞台にした漫画。主人公が通う「壱高」として登場。

## 関連文献
- 第一高等学校寄宿寮 『向陵誌』 1939年
- 第一高等学校 『第一高等学校六十年史』 1939年
- 一高自治寮立寮百年委員会 『第一高等学校自治寮六十年史』 一高同窓会、1994年
- 寮歌集
- 水崎雄文『校旗の誕生』青弓社、2004年12月。ISBN 978-4787232397。